# Sabrina Vega (scacchista)
Sabrina Vega Gutiérrez (Las Palmas de Gran Canaria, 28 febbraio 1987) è una scacchista spagnola Maestro Internazionale e Grande Maestro Femminile.

## Carriera
Dal 1996 al 2007 ha partecipato ai Campionati europei giovanili e ai Campionati del mondo giovanili nelle differenti fasce d'età.
Ha ottenuto le norme per il titolo di WGM nei tornei di Mondariz (2005/06), Lorce (2007) e La Massana (2007).
Ha vinto due volte il Torneo di Belgrado (2013 e 2014).
Ha vinto il Campionato spagnolo femminile nel 2008, 2012, 2015, 2017, 2018, 2019, 2020, 2021 e 2024 .
Ha ottenuto una medaglia d'argento nel Campionato europeo individuale 2016 a Mamaia, giungendo alle spalle di Anna Ušenina.
Nel novembre 2018 partecipa al Campionato del mondo femminile, nel quale viene eliminata al primo turno dalla russa Anastasia Bodnaruk per 1½ - 2½ dopo gli spareggi a gioco rapido.

### Competizioni a squadre
È stata membro della squadra nazionale in 7 Olimpiadi degli scacchi (nel 2004 e dal 2008 al 2016).
Con la nazionale ha anche partecipato a 6 Campionati europei a squadre (2005-2015).